# Essam-Debiso

Essam-Debiso är en ort i sydvästra Ghana, och är belägen ett par mil öster om gränsen till Elfenbenskusten. Den är huvudort för distriktet Bia West. Orten består egentligen av två grannsamhällen, Essam (5 242 invånare 2010) och Debiso (eller Old Debiso, 5 542 invånare 2010) som administreras gemensamt som en area council.